# Alaba Akintola
Alaba Akintola Olukunle (né le 14 septembre 2001) est un athlète nigerian, spécialiste des épreuves de sprint.

## Biographie
Alaba Akintola est médaillé d'argent du 100 mètres aux Jeux africains de la jeunesse de 2018 à Alger.
Aux Jeux olympiques de la jeunesse de 2018 à Buenos Aires, Alaba Akintola remporte la médaille d'argent du 100 mètres, alors qu'il étudie le génie rural à l'université fédérale de technologie d'Akure (en).
Il remporte ensuite la médaille d'or du relais 4 × 100 mètres lors des Championnats d'Afrique juniors d'athlétisme 2019 à Abidjan.
Il est médaillé de bronze du relais 4 × 100 mètres lors des Jeux du Commonwealth de 2022 à Birmingham.
Il est champion du Nigeria du 200 mètres en 2022 et en 2023, et vice-champion du Nigeria du 100 mètres en 2022 et en 2023.

## Palmarès
| Date | Compétition                    | Lieu         | Épreuve | Résultat  | Temps                       |
| ---- | ------------------------------ | ------------ | ------- | --------- | --------------------------- |
| 2018 | Jeux africains de la jeunesse  | Alger        | 2e      | 100 m     | 10 s 37                     |
| 2018 | Jeux olympiques de la jeunesse | Buenos Aires | 2e      | 100 m     | 21 s 00 (10 s 76 + 10 s 24) |
| 2019 | Championnats d'Afrique juniors | Abidjan      | 1er     | 4 × 100 m | 40 s 21                     |
| 2022 | Jeux du Commonwealth           | Birmingham   | 3e      | 4 × 100 m | 38 s 81                     |
| 2024 | Jeux africains                 | Accra        | 1er     | 4 × 100 m | 38 s 41                     |
| 2024 | Championnats d'Afrique         | Douala       | 2e      | 4 × 100 m | 38 s 84                     |